# Ноймаркт-ин-Штайермарк
Ноймаркт-ин-Штайермарк (нем. Neumarkt in Steiermark) — ярмарочная коммуна (нем. Marktgemeinde) в Австрии, в федеральной земле Штирия.
Входит в состав округа Мурау.  Население составляет 1910 человек (на 31 декабря 2005 года). Занимает площадь 5,14 км². Официальный код  —  6 14 12.

## История
Предполагается что до V в. в районе современного Ноймаркта находился центр провинции Норик город  Норея (лат. Norēia).

## Политическая ситуация
Бургомистр коммуны — Райнхардт Ракц (АПС) по результатам выборов 2005 года.
Совет представителей коммуны (нем. Gemeinderat) состоит из 15 мест.
- АПС занимает 6 мест.
- СДПА занимает 5 мест.
- АНП занимает 3 места.
- местный блок: 1 место.